# Club Deportivo Castuera
El Club Deportivo Castuera es un equipo de fútbol español de la localidad de Castuera (Badajoz). Fue fundado en el año 1976. En sus 46 años de historia, el equipo ha conseguido jugar 17 temporadas en la antigua Tercera División Nacional y 2 en la actual Tercera Federación, a la que ascendió por última vez en la temporada 2023-24.
Actualmente tiene 12 equipos que abarcan desde prebenjamines hasta los equipos sénior masculino. El equipo senior juega en la Primera División Extremeña tras descender en la temporada 2024-25.

## Últimas temporadas
| Temporada | División                           | Posición | Puntos |
| --------- | ---------------------------------- | -------- | ------ |
| 2024-25   | Tercera Federación - Grupo XIV     | 15º      | 29     |
| 2023-24   | Tercera Federación - Grupo XIV     | 6º       | 52     |
| 2022-23   | Primera División Extremeña Gr. III | 2º       | 48     |
| 2021-22   | Primera División Extremeña Gr. III | 6º       | 33     |
| 2020-21   | Primera División Extremeña Gr. V   | 5º       | 27     |
| 2019-20   | Primera División Extremeña Gr. III | 8º       | 32     |
| 2018-19   | Tercera División Gr. XIV           | 19º      | 31     |
| 2017-18   | Tercera División Gr. XIV           | 12º      | 42     |
| 2016-17   | Primera División Extremeña Gr. III | 1º       | 69     |
| 2015-16   | Regional Preferente Gr. III        | 2º       | 59     |
| 2014-15   | Tercera División Gr. XIV           | 18º      | 33     |
| 2013-14   | Tercera División Gr. XIV           | 16º      | 45     |
| 2012-13   | Regional Preferente Gr. II         | 3º       | 58     |
| 2011-12   | Regional Preferente Gr. III        | 4º       | 48     |
| 2010-11   | Regional Preferente Gr. I          | 4º       | 74     |
| 2009-10   | Regional Preferente Gr. I          | 4º       | 76     |
| 2008-09   | Regional Preferente Gr. I          | 6º       | 62     |
| 2007-08   | Regional Preferente Gr. I          | 8º       | 56     |